# Dibujante

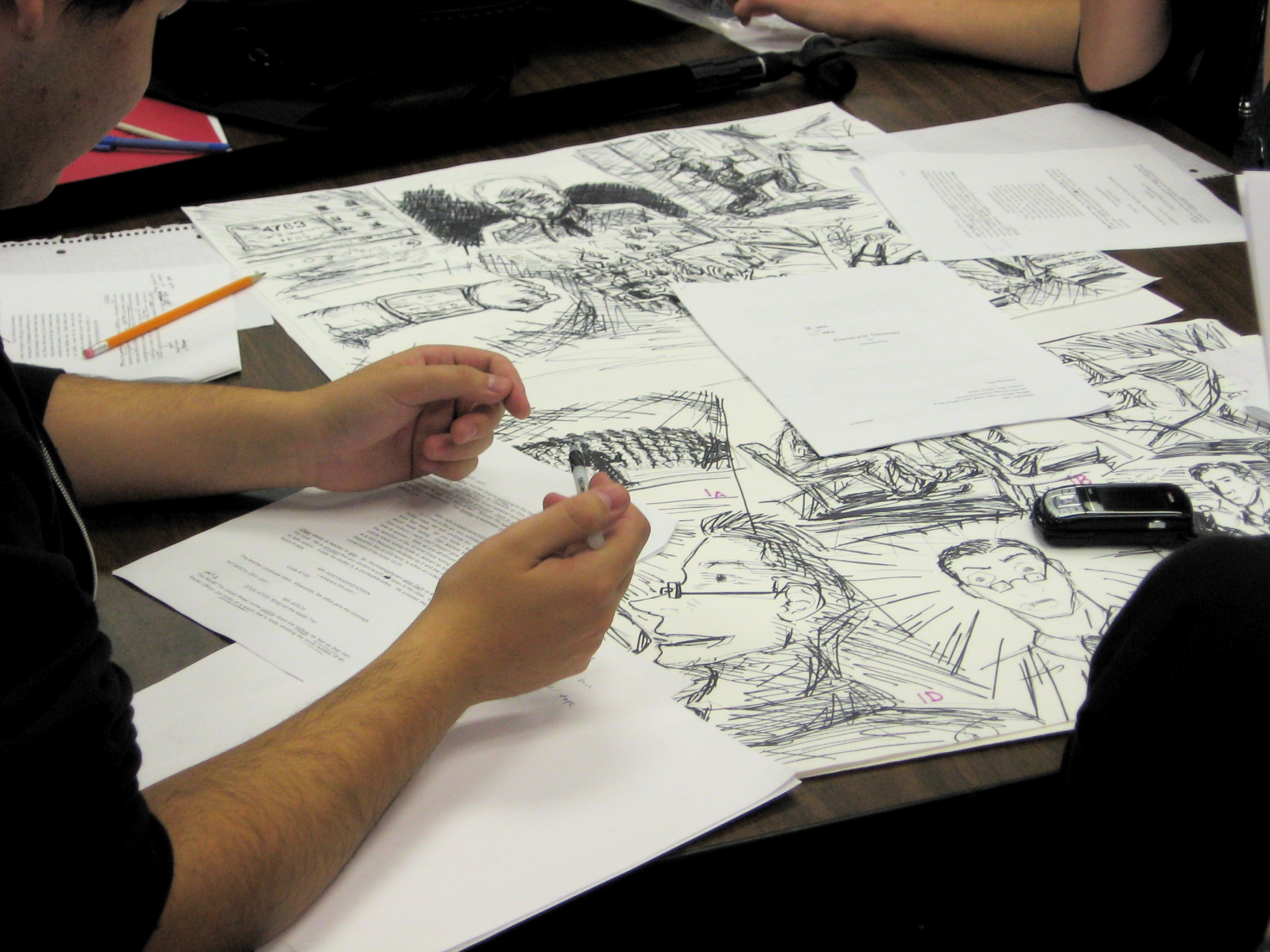
Dibujante trabajando

Un dibujante es una persona que practica y se dedica al dibujo, como profesional o como aficionado. El dibujo realizado por un dibujante puede ser artístico, documental, técnico o una base para el trabajo de otros profesionales.

## Historia
Los humanos dibujaron desde siempre, desde la noche de los tiempos, y para expresarse de esta forma lógicamente necesitaban un soporte. Y como soporte, en lejanas épocas se utilizaron tanto materiales resistentes como otros más efímeros.
- En los orígenes, soportes que han llegado hasta nosotros con sus dibujos asociados, fueron las superficies planas de rocas, que artistas prehistóricos marcaban con carbón vegetal así como con tierras de diferentes colores. El dibujo en esas remotas épocas, también fue practicado haciendo incisiones en la superficie de materiales diversos: madera, hueso, etc.

- Los escribas egipcios utilizaron hojas de papiro sobre las cuales trazaban sus jeroglíficos utilizando diferentes tipos de tinta.

- Para escribir o dibujar o realizar representaciones pictóricas, otras civilizaciones antiguas también utilizaron las pieles de animales rascadas y alisadas (pergaminos), así como también los propios edificios o casas que construían para protegerse del clima, o incluso los barcos o navíos que construían para navegar.

- En la antigua Grecia, tenemos los dibujos en vasijas como:
  - Dibujante de Folo
  - Dibujante de Honolulu
  - Dibujante de Madrid
  - Dibujante de Mesogea
  - Dibujante de Swing
  - Dibujante de Ticio

- En la Edad Media, mucho se utilizó el pergamino y luego el papel como soporte para el dibujo y la escritura.

- Hoy en día los dibujantes también pueden utilizar las computadoras junto con un software (logical) adecuado (diseño asistido por ordenador) a efectos de así generar dibujos, planos, esquemas, gráficos, etc,.86

## Dibujo realista
El dibujo está en la base de casi todas las actividades artísticas plásticas.
Un pintor por lo general hace un dibujo previo antes de encarar una pintura, y también así lo hacen los grabadores (grabados en madera, linograbados, aguafuertes, buriles, talla dulce) y los litógrafos. Usualmente, también un escultor suele hacer varios dibujos antes de atacar la materia de la que se va a servir para hacer su escultura (mármol, granito, etc.).
Por su parte un arquitecto también se sirve del dibujo para visualizar su proyecto y dibujar los planos correspondientes. Y la lista por cierto no acaba aquí, pues un creador de caracteres tipográficos también se sirve del dibujo para visualizar y retocar las letras y los símbolos que va creando, así como también se apoya en el dibujo un estilista (diseñador de modas) así como todo aquel profesional ligado a algún tipo de expresión visual, joyería, jardinería, paisajística,entre otros.
En la historieta, es posible especificar y distinguir si nos referimos a un «historietista» o a un «mangaka» (diseñador o dibujante de tiras cómicas en el estilo japonés llamado manga).

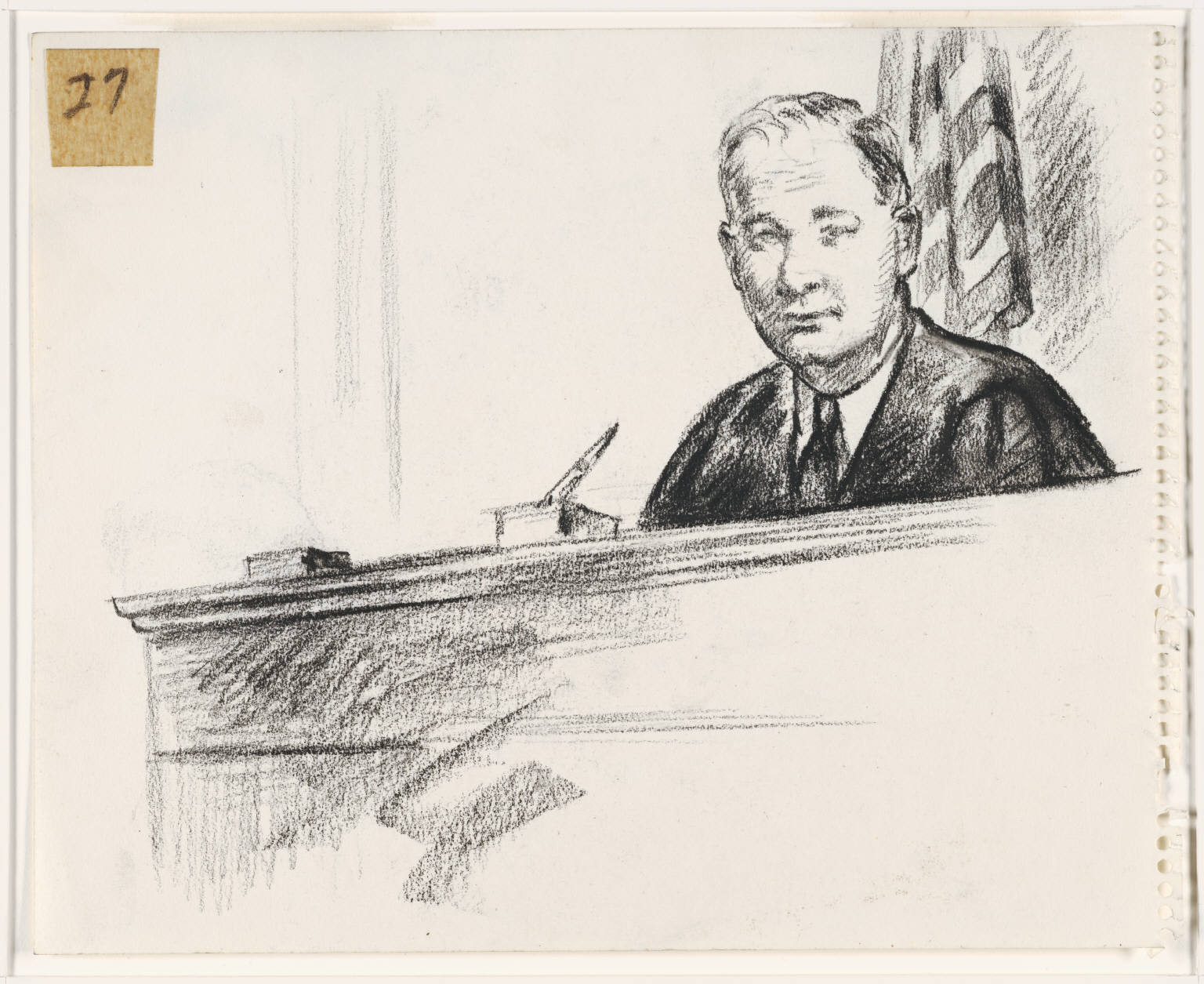
El juez Harold M. Mulvey, 1971

En las editoriales o en la prensa o en general en las artes gráficas, un ilustrador es fundamentalmente el encargado de realizar las ilustraciones en los libros y en los periódicos.
En el caso de los dibujos animados, por lo general varias personas se dividen las tareas: realizador, animador de transición, keyeur, intervalista,entre otros.
En fin, hay quienes tienen facilidad o se especializan en hacer croquis de audiencia o dibujos en directo, lo que puede llegar a complementar muy bien las actividades y funciones de periodistas y de reporteros.
Y por su parte los diseñadores digitales también llamados infografistas, son quienes realizan y orientan los dibujos y los croquis destinados a ser usados en Internet y en los programas informáticos.

## Industria

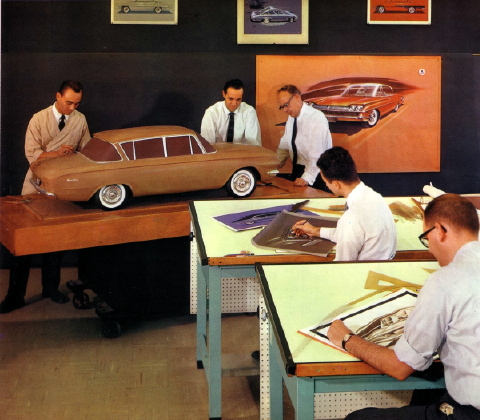
Diseñadores industriales

- El diseñador industrial (de estudio) o diseñador de proyecto se da cuenta de las direcciones de las opiniones del ingeniero citadas partes mecánicas, permitiéndoles lograr por otros técnicos
- Los arquitectos trabajan bajo los planes detallados específicos en papel para cada comercio, la construcción o edificio que quiere construir.
- Los estilistas son especialistas en el modo de diseño, dibujan bocetos de sus diseños en el papel, se utilizan para llevar la ropa y los accesorios.
- En el campo del diseño, que se llama un diseñador.
- en la tipografía, el diseñador tipográfico, tipógrafo el término que designa la impresora.

## Arquitectura
Dentro de la arquitectura, es el arquitecto paisajístico y el arquitecto proyectista los que requieren más sentido artístico y más facilidad innata para el dibujo, por encima de lo que necesita un delineante proyectista o un director de obras o un gerente de obras.
Al amparo y bajo la dirección de un arquitecto, se desarrollan muchas funciones accesorias, algunas de las cuales requieren o se sirven del dibujo a mano alzada y/o del dibujo técnico.

### Estudios
Numerosos diplomas y especialidades forman y habilitan a ejercer el oficio o la profesión de dibujante. En Francia y entre otros, corresponde mencionar los diplomas del Conservatoire National des Arts et Métiers (CNAM), y los diplomas en ingeniería en estructuras y en arquitectura, como los que más se relacionan con el dibujo.

### Orden o federación
Realmente no hay en Francia un orden que ampare esta especialidad, pero sí una federación llamada Fédération Nationale des Dessinateurs Indépendants (FNDI).